# Charlotte Yhlen
Charlotte Yhlen, née en 1839 et morte en 1919, est la première femme suédoise diplômée de médecine.

## Biographie
Elle est la fille d'un cordonnier d'Helsingborg. N'ayant suivi qu'un enseignement primaire, elle émigre aux États-Unis en 1868, les femmes n'étant en Suède pas encore autorisées à étudier l'université. En Amérique, elle est inscrite au Woman's Medical College of Pennsylvania, d'où elle sort diplômée comme médecin en 1873. Elle devient alors la première Suédoise avec une qualification universitaire dans cette discipline, bien que Karolina Widerström le soit également au sein de l'institution universitaire suédoise.
Elle revient ensuite en Suède pour exercer mais son diplôme étranger n'est pas accepté là. Cependant, les universités ayant été ouvertes aux femmes en Suède en 1870, elle a été acceptée comme étudiante à l'université d'Uppsala mais ne poursuit pas ses études. La même année, elle est élue comme première femme déléguée à la Conférence scientifique nordique à Copenhague.
Elle retourne aux États-Unis, où elle travaille comme médecin à l'hôpital féminin de Philadelphie, puis se met à son compte. En 1874, elle épouse l'ingénieur norvégien Tinius Olsen. Elle prend sa retraite en 1889.